# Komorze Góry
Komorze Góry (do 1945 niem. Kammer Berge) – zalesione pasmo wydm śródlądowych o wysokości do 41 m n.p.m. na Równinie Wkrzańskiej. Wydmy są porośnięte borem sosnowym Puszczy Wkrzańskiej pomiędzy Starym Leśnem a Tanowem, po wschodniej stronie drogi Pilchowo-Tanowo. Do 1945 r. przy tej drodze funkcjonowała leśniczówka Vorheide Försterei. Przez Komorze Góry prowadzi turystyczny pieszy  szlak czarny Leśno Górne – Tanowo.
Nazwę Komorze Góry wprowadzono urzędowo rozporządzeniem w 1949 roku.